# دختر (فیلم ۱۹۹۴)
«دختر» (انگلیسی: Girl (1994 film)) یک فیلم است که در سال ۱۹۹۴ منتشر شد.